# Коблин, Уэлдон Саус
Уэлдон Саус Коблин мл. (род. 26 февраля 1944, англ. Weldon South Coblin, Jr.) — американский учёный лингвист, синолог известный свои вкладом в изучение китайского и тибетского языков.

## Жизнь и карьера
Коблин окончил Вашингтонский университет, получив степень бакалавра китайской словесности в 1967. Продолжил учёбу в аспирантуре того же университета под руководством бельгийского синолога и католического священника Паула Серрёйса, получил степень Ph.D. по китайскому языку и литературе в 1972, защитив диссертацию «Введение в текстологические и лингвистические проблемы Эръя». После защиты год работал доцентом, а в 1973 получил должность в Айовском университете, где проработал всю карьеру.
На заре своей карьеры сделал важный вклад в cино-тибетскую лингвистику, но с середины 1990-х годов работал в основном над алфавитным представлением китайского языка. Работая вместе с Джерри Норманом, продвигал новое направление в китайской исторической фонологии, придавая меньше значения Цеюнь и другим словарям рифм, делая упор на традиционный сравнительный метод.
Коблин является почётным профессором Университета Айовы.

## Основные научные работы
- Coblin, W. South (1972). «An Introductory Study of Textual and Linguistic Problems in Erh-ya», Ph.D. dissertation (University of Washington).
- Coblin, W. South. A Handbook of Eastern Han Sound Glosses (неопр.). — Hong Kong: Chinese University Press[англ.], 1983. — ISBN 962-201-258-2.
- Coblin, W. South. A Sinologist's Handlist of Sino-Tibetan Lexical Correspondences (англ.). — Nettetal: Steyler, 1986. — Vol. 18. — (Monumenta Serica Monograph Series).
- Coblin, W. South. Studies in Old Northwest Chinese (неопр.). — Berkeley: Project on Linguistic Analysis, University of California, 1991. — Т. 4. — (Journal of Chinese Linguistics Monograph Series).
- Coblin, W. South; Norman, Jerry[англ.]. A New Approach to Chinese Historical Linguistics (англ.) // Journal of the American Oriental Society[англ.] : journal. — 1995. — Vol. 115. — P. 576—584.
- Coblin, W. South. Notes on the Sound System of Late Ming Guanhua (неопр.) // Monumenta Serica. — 1997. — Т. 45. — С. 261—307.
- Coblin, W. South. A Brief History of Mandarin (англ.) // Journal of the American Oriental Society[англ.] : journal. — 2000. — Vol. 120. — P. 537—552. — doi:10.2307/606615.
- Coblin, W. South. A Diachronic Study of Míng Guānhuà Phonology (неопр.) // Monumenta Serica. — 2000. — Т. 48. — С. 267—335.
- Coblin, W. South. Comparative Phonology of the Huáng-Xiào Dialects (англ.). — Taipei: Academia Sinica, Institute of Linguistics, 2005. — ISBN 986-00-3149-5.
- Coblin, W. South. A Handbook of 'Phags-pa Chinese (неопр.). — Honolulu: University of Hawaii Press[англ.], 2007. — ISBN 978-0-8248-3000-7.